# Suzana Šuvaković Savić
Suzana Šuvaković Savić (serbisch-kyrillisch Сузана Шуваковић Савић; 13. Januar 1969 in Majdanpek, SFR Jugoslawien – 18. Oktober 2016 in Belgrad, Serbien) war eine serbische Opernsängerin des Stimmfachs Lyrischer Sopran, die überwiegend am Nationaltheater Belgrad auftrat und in Serbien und Italien große Erfolge vor allem in Puccini-Rollen hatte.

## Leben und Werk
Šuvaković Savić studierte bei der Sopranistin Radmila Bakočević an der Universität der Künste in Belgrad und wurde bereits während ihres Studiums an das Nationaltheater Belgrad, das erste Opernhaus Serbiens, verpflichtet. Sie debütierte dort in der Hosenrolle des Tybalt in Gounods Roméo et Juliette.

### Auf der Opernbühne
Kurz nach dem Debüt gewann sie den Internationalen Gesangswettbewerb Petar Konjović in Belgrad, schloss ihr Studium mit dem Magister Artium ab und erhielt ein langjähriges Engagement am Belgrader Nationaltheater. An ihrem Stammhaus interpretierte sie nahezu alle wichtigen Rollen des lyrischen Sopranfachs. Sie sang die Micaëla in Carmen, die  Titelpartie in Adriana Lecouvreur, die Marguerite in Faust, die  Nedda in Pagliacci und die Tatjana in Eugen Onegin. Besonders geprägt wurden Repertoire und Laufbahn der Sängerin von vier Rollen in veristischen Opern Giacomo Puccinis: Mimi, Cio Cio-san, Liù und Tosca. Alle vier sterben auf tragische Weise in jungen Jahren, drei wählen in auswegloser Lage den Freitod. Zumindest im Konzertsaal sang sie auch die Violetta Valery in Verdis La traviata. Darüber hinaus ist sie in Opern von Gluck und Mozart aufgetreten, aber auch als Stanka in Na uranku, einer Oper des serbischen Komponisten Stanislav Binički und als Anne Frank in der Oper Das Tagebuch der Anne Frank von Grigori Frid. Die Sängerin wurde ein Star in ihrem Heimatland.
Ab 2002 gastierte sie an einer Reihe traditionsreicher Opernhäuser Italiens – in Ascoli Piceno, Bari, Bassano del Grappa, Civitavecchia, Fermo, Jesi, Latina, Padua, Ravenna, Reggio nell’Emilia, Rieti, Rovigo, aber auch am Teatro dell’Opera von Rom und an der Opéra de Massy.  Während der Olympischen Sommerspiele 2004 sang sie in Le avventure di Pinocchio von Antonio Cericola im Odeon des Herodes Atticus von Athen. 
Im Oktober 2013 übernahm sie in der Uraufführung der Oper In Hoc Signo von Dejan Miladinović (Text) und Marco Frisina (Musik) die Rolle der Fausta, der zweiten Frau Kaiser Konstantins. Es handelte sich um ein Auftragswerk des Vatikans anlässlich des 1700-Jahr-Jubiläums des Toleranzedikts von Mailand, die Aufführung fand am Nationaltheater Belgrad statt.

### Im Konzertsaal und im Fernsehen
Sie bestritt auch eine Reihe von Konzerten, beispielsweise in Gioia Tauro, London, Oslo, Rosarno, San Ferdinando, Triest und Wien. Ihr Konzertrepertoire reichte von Pergolesis Stabat mater bis zu Mahlers Vierter Symphonie. In der südkoreanischen Hauptstadt Seoul war sie konzertant als Musetta zu hören – in einem Stadion vor mehr als 10.000 Zuhörern. Suzana Šuvaković Savić ist regelmäßig mit der Belgrader Philharmonie und dem Serbischen Rundfunkorchester aufgetreten, oft auch in Unterhaltungssendungen des serbischen Fernsehens. 
Beim Neujahrskonzert 2013 sang sie El vito, ein traditionelles Volkslied aus Andalusien. Am 12. Dezember 2014 bestritt sie ein Solokonzert auf der großen Bühne des Nationaltheaters – zu Ehren Pucinis, des Komponisten, der ihre Laufbahn am stärksten geprägt hatte. Im Juni 2015 trat sie beim Galakonzert des Nationaltheaters auf. Am 22. November 2015, dem Tag des Nationaltheaters, erhielt die Künstlerin eine Auszeichnung für herausragende künstlerische Leistungen und ihr Gesamtwerk. In einem letzten Interview für Theatre News im Januar 2016 erklärt sie, das notwendige Talent für den Operngesang sei „ein Geschenk Gottes“ und wie damit umzugehen ist. In den letzten Jahren ihres Lebens arbeitete sie auch als Gesangspädagogin im Opernstudio Borislav Popović des Nationaltheaters. Noch am 1. März 2016 sang sie die Arie der Musetta in einem Konzert des Nationaltheaters.
Šuvaković Savić arbeitete unter anderem mit folgenden Dirigenten zusammen: Maurizio Arena, Marco Berdondini, Urosh Lajovich, Paolo Olmi, Rafael Pylarinos, Donato Renzetti, Francesco Rosa, Marcello Rota, Jonathan Webb, Christopher Franklin. Sie war in Inszenierungen folgender Regisseure zu sehen: Daniele Abbado, Yves Bernard, Antonio Calenda, Christoforos Christofis und Rocco Pugliese Eerola.
Sie verstarb an den Folgen einer Krebserkrankung im Alter von 47 Jahren. Gedenkfeier und Bestattung der Künstlerin am Friedhof Lešće fanden am 21. Oktober 2016 statt.

## Rollen (Auswahl)
| Binički: - Stanka in Na uranku Bizet: - Micaëla in Carmen Cilea: - Titelpartie in Adriana Lecouvreur Gluck: - Euridice in Orfeo ed Euridice Gounod: - Marguerite in Faust Humperdinck: - Gertrude in Hänsel und Gretel Leoncavallo: - Nedda in Pagliacci |  | Mozart: - Cherubino in Le nozze di Figaro - Donna Elvira in Don Giovanni Puccini: - Mimi und Musetta in La Bohème - Titelpartie in Tosca - Cio Cio-san in Madama Butterfly - Liù in Turandot Tschaikowski: - Tatjana in Eugen Onegin Verdi: - Alice Ford in Falstaff |

## Auszeichnungen
- Internationaler Wettbewerb Petar Konjović für junge Musiker (Anfang der 1990er Jahre)